# Chessy (Seine-et-Marne)
Chessy is een gemeente in het Franse departement Seine-et-Marne (regio Île-de-France) en telt 6.724 inwoners (1 januari 2020). De plaats maakt deel uit van het arrondissement Torcy en is een van de 26 gemeenten van de nieuwe stad Marne-la-Vallée.
Het grootste gedeelte van Disneyland Parijs bevindt zich binnen de grenzen van de gemeente Chessy.

## Geografie
De oppervlakte van Chessy bedraagt 5,74 km², de bevolkingsdichtheid is 1.171 inwoners per km².
De onderstaande kaart toont de ligging van Chessy (Seine-et-Marne) met de belangrijkste infrastructuur en aangrenzende gemeenten.

## Demografie
Onderstaande figuur toont het verloop van het inwonertal (bron: INSEE-tellingen).